# 劉勵超
劉勵超，SBS（1950年9月22日—），香港公務員，官至首長級乙一級政務官，退休前為地政總署署長。

## 簡介
劉勵超中學時就讀於聖若瑟英文中學（1967年中五），後於英皇書院讀預科。1972年獲香港大學社會科學榮譽學士，主修經濟學。劉在1972年7月加入香港政府貿易主任職系，服務近十五年後於1987年4月轉入政務主任職系，出任首長級丙級政務官，並於2000年1月晉升為首長級乙一級政務官。
劉勵超加入政府後曾在多個決策局及部門服務，包括貿易署、工業署、香港政府駐英辦事處、政務總署、行政科、香港政府駐華盛頓經濟貿易辦事處。他於1995年9月至1997年二月出任副公務員事務司，並於1997年3月至2001年3月出任副規劃環境地政司（後改稱規劃環境地政局副局長、規劃地政局副局長），並於2001年3月至2002年5月出任中央政策組副首席顧問，期間曾署理首席顧問。他於2002年5月至2007年6月出任地政總署署長一職。退休後由譚贛蘭接替。